# Joan-Marc Zapata Boldú
Joan-Marc Zapata Boldú   (Barcelona, 14 de setembre de 1989) és un director, guionista i productor de cinema català.

## Trajectòria
Es va llicenciar en Publicitat i Relacions Públiques a la Universitat de Girona i va realitzar un màster en direcció cinematogràfica a l'escola Bande à Part de Barcelona. Hi va dirigir els primers projectes.
Més tard, el 2014, va anar a Los Angeles, on va començar la carrera professional com a tal. A partir del 2011, va dirigir nombrosos curtmetratges premiats arreu del món. D'entre aquests, destaca el de The Amazing Thailand Film Challenge, que va guanyar amb el curtmetratge Now I Know.
El seu film Bright Side in D Minor, un curtmetratge rodat íntegrament a Suïssa, va ser premiat en el passat Festival de la Setmana del Cinema de Medina del Campo i va ser seleccionat en molts d'altres.
El 2022, va acabar El color del cielo, el seu primer llargmetratge, protagonitzat per l'actriu i guanyadora del Premi Goya Marta Etura i per Francesc Garrido, i produït per Arnold Films i 89 Productions. Va obrir la secció Made in Spain del 70è Festival Internacional de Cinema de Sant Sebastià.

## Filmografia
| Any  | Títol                  |
| ---- | ---------------------- |
| 2022 | El color del cielo     |
| 2018 | Bright Side in D Minor |
| 2016 | Now I Know             |
| 2014 | Marinada               |